# Comuna Revivka, Kameanka
Revivka (în ucraineană Ревівка) este o comună în raionul Kameanka, regiunea Cerkasî, Ucraina, formată din satele Pleakivka și Revivka (reședința).

## Demografie
Componența lingvistică a comunei Revivka
     Ucraineană (96,16%)
     Rusă (3,36%)
     Alte limbi (0,28%)
Conform recensământului din 2001, majoritatea populației comunei Revivka era vorbitoare de ucraineană (96,16%), existând în minoritate și vorbitori de rusă (3,36%).